# جواهر بنت حمد بن سحیم آل ثانی
شیخه جواهر بنت حمد بن سحیم آل ثانی (زبان عربی: جواهر بنت حمد بن سحیم آل ثانی؛ متولد ۱۹۸۴) عضو خانواده سلطنتی قطر و همسر تمیم بن حمد آل ثانی، امیر قطر است. وی نوه شیخ خلیفه بن حمد آل ثانی امیر سابق قطر و فرزند شیخ حمد بن سحیم آل ثانی وزیر بهداشت و وزیر فرهنگ سابق دولت قطر است.

## زندگینامه
شیخه جواهر در سال ۱۹۸۴ در دوحه به دنیا آمد. او در ۸ ژانویه ۲۰۰۵ در کاخ الوجبه با پسرعموی دوم خود، یعنی شیخ تمیم بن حمد آل ثانی، ازدواج کرد. چهار فرزند حاصل ازدواج امیر شیخ تمیم بن حمد با او است که شامل دو دختر و دو پسر است.
- شیخه المیاسه بنت تمیم بن حمد آل ثانی (متولد ۱۵ ژانویه ۲۰۰۶).
- شیخه حمد بن تمیم بن حمد آل ثانی (متولد ۲۰ اکتبر ۲۰۰۸).
- شیخه عایشه بنت تمیم بن حمد آل ثانی (متولد ۲۴ آگوست ۲۰۱۰)
- شیخ جاسم بن تمیم بن حمد آل ثانی (متولد ۱۲ ژوئن ۲۰۱۲).

شیخه جواهر در سال ۲۰۲۱ مدرک کارشناسی ارشد هنر را از دانشگاه قطر دریافت کرد. وی در سال ۲۰۲۲ به همراه شیخ تمیم بن حمد آل ثانی امیر دولت قطر را در یک سفر رسمی به اسپانیا همراهی کرد. وی به همراه امیر قطر در کاخ سارسوئلا مورد استقبال فلیپه ششم پادشاه اسپانیا و ملکه لتیسیای اسپانیا قرار گرفتند و زوج سلطنتی اسپانیا به افتخار سفر امیر قطر شیخ تمیم و بانوی اول قطر شیخه جواهر به اسپانیا ضیافت ناهار برگزار کردند و بعد از ناهار نیز به همراه مهمانان افتخاری در یک ضیافت شام در کاخ سلطنتی مادرید مورد استقبال پادشاه اسپانیا و خانواده آن قرار گرفتند.

## افتخارات
- اسپانیا: نشان صلیب بزرگ بانو ایزابل کاتولیک ۲۰۲۲